# Некодуюча ДНК
Некодуюча ДНК — ділянки ДНК, послідовність яких не переводиться безпосередньо в амінокислотну послідовність білків. Частина некодуючої ДНК переводиться у рибонуклеотидну послідовність некодуючої РНК, але є ділянки ДНК функції яких ще не з'ясовані або відсутні.
Значний відсоток розміру геному (C-значення) більшості еукаріотів складається з некодуючої ДНК (це явище інколи називається «загадкою C-значення»). Частина некодуючої ДНК безпосередньо задіяна в регулювання активності кодуючих ділянок. Проте, функції більшої частини некодуючої ДНК невідомі, через що її раніше називали «сміттєвою ДНК» (англ. junk DNA). Однак дані останнього ENCODE проекту 2012 року свідчать про те, що більшість геному (80.4 %) бере участь у РНК-хроматин взаємодіях, тоді як 95 % ДНК послідовності лежить на відстані 8 тис. пар основ від ДНК-білкової взаємодії, а 99 % геному лежить на відстані 1,7 тисяч пар основ від принаймні однієї біохімічної взаємодії, що зафіксована ENCODE (така відстань вважається відносно недовгою, для порівняння розмір ділянки гену ACTB людини, що кодує невеликий білок бета актин — 3,45 тис. пар основ, гену TBP людини — 18,54 тис. пар основ). В зв'язку з такими даними в науковій літературі дедалі менше зустрічається термін «сміттєва ДНК». Мутації некодуючої ДНК у деяких випадках викликають ефект, порівнянний з мутаціями важливих генів.